# Duque de Santa Cruz
Duque de Santa Cruz foi um título de nobreza do Império Brasileiro criado por Carta Imperial de 5 de Novembro de 1829, pelo imperador Pedro I do Brasil para o seu cunhado, o príncipe Augusto de Beauharnais.
Cinco anos mais tarde, em dezembro de 1835, Augusto torna-se também genro de Pedro I & IV, quando é escolhido como noivo da filha do imperador-rei, a rainha Maria II de Portugal.
O topônimo associado a este título é relativo à Fazenda Imperial de Santa Cruz, situada hoje no bairro de mesmo nome, na cidade de Rio de Janeiro.

## Lista de titulares
Foi único titular deste título:
1. Sua Alteza Real, o Príncipe Augusto de Beauharnais (1810–1835), que também foi 2.º Duque de Leuchtenberg (1824-1835), 2.º Príncipe de Eichstätt (1824-1835), 2.º Duque de Navarra (1814-1835), Príncipe Consorte de Portugal (1835).